# アヴィニョン大学

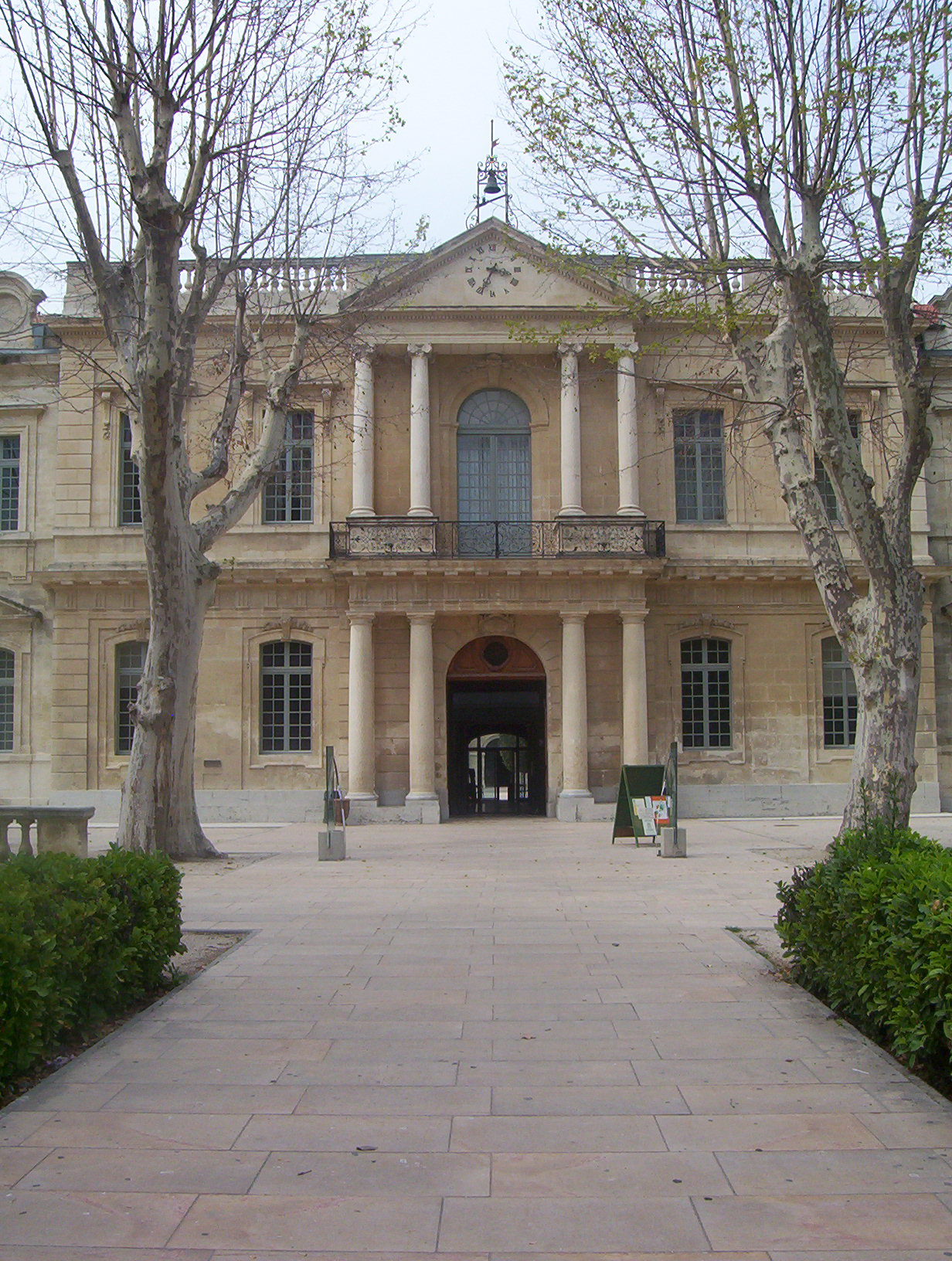
アヴィニョン大学

アヴィニョン大学（l'Université d'Avignon et des Pays de Vaucluse）は、エクス＝マルセイユ大学区に属するフランスの大学。現在の正式名を直訳すれば、「アヴィニョンとヴォクリューズ地方の大学」であるが、日本ではしばしばアヴィニョン大学と略称される。4つの教育研究単位（日本の大学の「学部」に近い。便宜上、以下「学部」と訳す）と大学実務研修所 (IUP)、大学技術研修所 (IUT) から成る。
小さな地方大学で、分校を持たない。学生数約8000人。

## 歴史
ソルボンヌの創設に反対していたローマ教皇ボニファティウス8世と、プロヴァンス伯でもあったナポリ王シャルル2世は、1303年に独自の大学を創設した。これがアヴィニョン大学である。
アヴィニョンには、当時既に医学、神学、修辞学などを講ずる学校は存在したが、教皇領の助成金の恩恵に与り、大学として一つにまとまり発展した。
こうした発展は、アヴィニョン教皇庁がフランス領に組み込まれ、フランスの全大学が一度廃止されたフランス革命期まで続いた。
アヴィニョンは1963年に再び大学街になった。この年に科学教育センター (Centre d'enseignement supérieur scientifique) が開設され、翌年、文学教育センター (Centre d'enseignement supérieur littéraire) が後に続いたからである。この時の各センターは、エクス＝マルセイユ大学の理学部、文学部にそれぞれ依存していた。
1972年に両センターは統合され、1984年7月17日にはエクス＝マルセイユ大学から独立した「アヴィニョンとヴォクリューズ地方の大学」となった。発足当初の学部は、人文学部、自然科学部、応用言語学部の3つであり、全体で2000人の学生を抱えていた。
1988年には新たに法学部が開設され、1990年には大学技術研修所が、1992年には大学実務研修所が、それぞれ付置された。
1991年にはキャンパスが10箇所に散在していたため、学生の著しい拡散を避けることと、そして市中心部の活性化を目的として、単一のキャンパスに統合することが決定された。旧サン＝マルト館の敷地の整備が行われ、1997年の新学期には完成した。

## 組織
現在のアヴィニョン大学は、4つの学部（人文学部、自然科学部、応用言語学部、法経学部）と大学技術研修所、大学実務研修所から成っている。

## 立地
サン＝マルトキャンパスが開かれたのは、学部の集中化を目指したものであったにもかかわらず、現在の大学は4つのキャンパスから成り立っている。以下の4キャンパスのうち、最初の3キャンパスは互いに近いが、最後のものは離れている。
- サン＝マルトキャンパス - メインキャンパス。かつての市立病院の壁に囲まれている。3つの学部がある。(30000 m²)
- 自然科学部 (8500 m²)
- 旧シャブラン兵舎  (2200 m²)
- アグロパルクキャンパス - 大学技術研修所と大学実務研修所がある (8000 m²)。